# Vlag van Grand Bassa

Vlag van Grand Bassa

De vlag van Grand Bassa, een county van Liberia, bestaat net als alle veertien andere Liberiaanse vlaggen met de nationale vlag van Liberia in het kanton. De vlag is, net als alle andere vlaggen, verleend door toenmalig president William Tubman, bij gelegenheid van zijn 70e verjaardag, op 29 november 1965.
De vlag bestaat uit een donkerblauwe vlag met vier rode en blauwe strepen die een rechthoek vormen aan de onderste gulp maar de onderkant niet raken en op het bovenste; in het kanton staat de Liberiaanse vlag.
De symboliek van de vlag is: Donkerblauw betekent trouw; de vier banen staan voor de vier Groot Bassa-mannen die Liberia's onafhankelijkheidsverklaring tekenden.